# Бунчук Микола Олегович
Микола Олегович Бунчук — солдат Збройних Сил України, учасник російсько-української війни, що загинув у ході російського вторгнення в Україну в 2022 році.

## Життєпис
Народився 29 серпня 1998 року у місті Лисичанську Луганської області. 
Проходив військову службу за контрактом в 14-й окремій Волинській механізованій бригаді імені князя Романа Великого. З початком російського вторгнення в Україну перебував на передовій. Був неодруженим.
Помер 7 квітня 2022 року в результаті осколкового поранення під час виконання бойового завдання щодо захисту Незалежності України поблизу села Дмитрівки Бучанського району Київської області. 
Відспівали військовослужбовця 11 квітня 2022 року в кафедральному соборі Святої Трійці в м. Луцьку разом із старшим лейтенантом Михайлом Путінцевим. Поховали захисників на Алеї почесних поховань на кладовищі у селі Гаразджа Луцького району на Волині.

## Нагороди
- орден «За мужність» III ступеня (2022, посмертно) — за особисту мужність і самовіддані дії, виявлені у захисті державного суверенітету та територіальної цілісності України, вірність військовій присязі [4].